# Dermatopathia pigmentosa reticularis
Die Dermatopathia pigmentosa reticularis gehört zu den sehr seltenen angeborenen Erkrankungen aus dem Formenkreis der ektodermalen Dysplasie mit den Merkmalen einer netzartigen Hyperpigmentierung, Alopezie und Nageldystrophie. Zusätzlich können Adermatoglyphie, Störungen der Schweissproduktion (Hypohidrose oder Hyperhidrose) sowie eine Verhornungsstörung (Hyperkeratose) der Hand- und Fußflächen auftreten.
Synonyme sind: lateinisch Dermatopathia pigmentosa reticularis hyperkeratotica et mutilans; dermatopathia pigmentosa reticularis hypohidotica et atrophica; englisch dermatopathic pigmentosa reticularis
Die Erkrankung wurde im Jahre 1958 erstmals von H. Hauss und Harald Oberste-Lehn (* 1921) beschrieben.

## Verbreitung
Bislang wurden erst wenige Patienten beschrieben. Die Vererbung erfolgt autosomal-dominant.

## Ursache
Der Erkrankung liegen Mutationen im KRT14-Gen auf dem Chromosom 17 an der Location 17q21.2 zugrunde, welches für Keratin kodiert.

## Differentialdiagnose
Abzugrenzen sind andere allele Erkrankungen aufgrund von Mutationen am KRT14-Gen, wie das Naegeli-Syndrom und die Epidermolysis bullosa simplex in verschiedenen Typen.